# Mitchel Musso
Mitchel Tate Musso (født 9. juli 1991) er en amerikansk film- og tv-skuespiller, men også hip hop/rap-, R&B- og pop/rap-sanger. 
Han kendes især for sin rolle som Oliver Oken i Disney Channels tv-serie Hannah Montana.
Foruden skuespillet, har en sideløbende karriere som musiker. I 2009 udgav han sit debutalbum Mitchel Musso. Næste år udgav han albummet Brainstorm, og endelig arbejder han i 2012 med albummet Lonley.